# Rubén Malvoa
Rubén Ariel Malvoa Hernández (Santiago, 19 de marzo de 1977) es un abogado y político chileno. Se desempeñó como alcalde de la comuna de Conchalí entre 2008 y 2012.

## Biografía
Es abogado, Licenciado en Ciencias Jurídicas por la Universidad La República. Fue alcalde de la Comuna de Conchalí entre 2008 y 2012 representando al partido Renovación Nacional, convirtiéndose en el alcalde más joven de Santiago, y uno de los más jóvenes de Chile. Ostentó la mayor votación en la historia de aquella Comuna obtenida por un candidato de la coalición de derecha Alianza por Chile.[cita requerida]
Durante 2009, fue seleccionado por el Gobierno para formar parte del Consejo Asesor Presidencial para la Juventud y se desempeñó como Presidente de la Comisión de Aseo, Ornato y Residuos Sólidos y Vicepresidente de la Comisión de Salud de la Asociación Chilena de Municipalidades. Elegido uno de los 100 líderes jóvenes de Chile durante el año 2009.[cita requerida]
Durante su mandato, se vio envuelto en un escándalo debido al déficit financiero que sufrió el municipio durante su gestión,  siendo luego derrotado en su intento de reelección en las elecciones municipales del 2012,  por Carlos Sottolichio Urquiza, quien obtiene 51,08% de los votos. 
En 2014 junto a su esposa Karla Rubilar participa en la formación del movimiento de centro liberal Amplitud, llegando luego a ser electo como vicepresidente en las primeras elecciones internas de la colectividad. Sin embargo, en septiembre de 2015 decide dejar el partido. En los meses siguientes inicio acercamientos con el conglomerado Chile Vamos para volver a postular a la Alcaldía de Conchalí en las elecciones de 2016, en las que finalmente no se presentaría. Ese mismo año 2016 fue protagonista de un accidente de tránsito mientras conducía en estado de ebriedad, por el cual fue condenado a la pena de 61 días de presidio, una multa, la suspensión de la licencia de conducir por dos años y a no ejercer cargos y oficios públicos durante el tiempo de la condena.
En 2009 se casa con Karla Rubilar, con quien tiene tres hijos; Laura, Karla y Rubén. Se separaron en 2018.

## Historial electoral

### Elecciones municipales de 2008
- Elecciones municipales de Chile de 2008, para la alcaldía de Conchalí [6]

| Candidato                  | Pacto                    | Partido | Votos  | %     | Resultado |
| -------------------------- | ------------------------ | ------- | ------ | ----- | --------- |
| Rubén Malvoa Hernández     | Alianza                  | RN      | 25 389 | 43,32 | Alcalde   |
| Carlos Sottolichio Urquiza | Concertación Progresista | PPD     | 24 385 | 41,60 |           |
| Iván Mlynarz Puig          | Juntos Podemos Más       | Ind.    | 8832   | 15,07 |           |

### Elecciones municipales de 2012
- Elecciones municipales de Chile de 2012, para la alcaldía de Conchalí

| Candidato                  | Pacto               | Partido | Votos  | %     | Resultado |
| -------------------------- | ------------------- | ------- | ------ | ----- | --------- |
| Iván Acosta Galaz          | Igualdad para Chile | PI      | 787    | 1,91  |           |
| Fernando Parra Keller      | El Cambio por Ti    | PRO     | 2570   | 6,24  |           |
| Carlos Sottolichio Urquiza | Por un Chile Justo  | PPD     | 21 036 | 51,08 | Alcalde   |
| Diego Villas Montecinos    | Más Humanos         | MAS     | 977    | 2,42  |           |
| Rubén Malvoa Hernández     | Coalición           | RN      | 12 674 | 30,78 |           |